# Climă subarctică

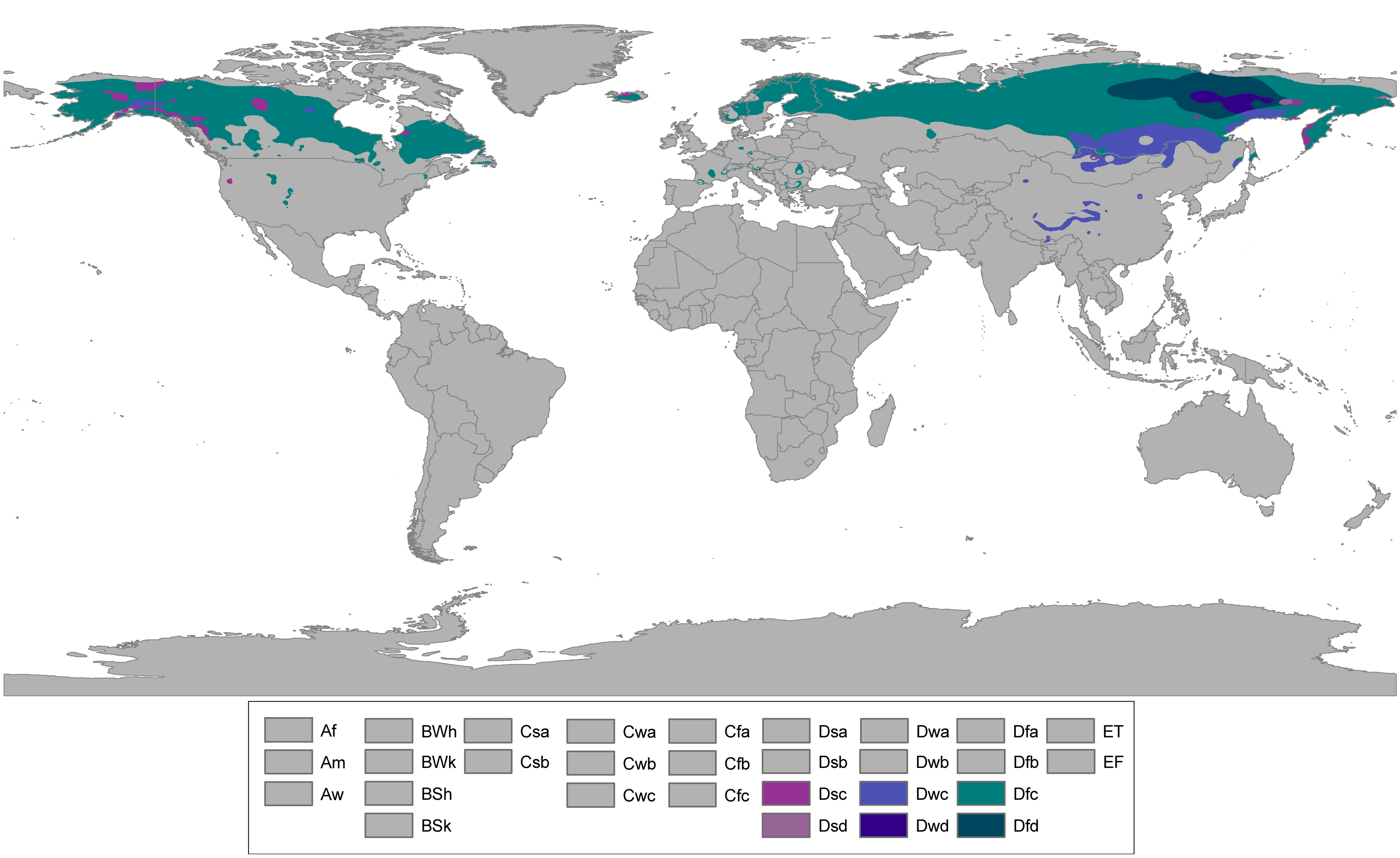
Harta zonelor cu climă subarctică

Clima subarctică (numită și climă boreală) reprezintă o clasă de climă caracterizată de ierni lungi, de obicei, cu temperaturi foarte reci, și veri scurte, cu temperaturi răcoroase spre blânde. Se întinde pe suprafețe mari de uscat, departe de efectele moderatoare ale unui ocean, în general, la latitudini de la 50° la 70° N. Zona de climă subarctică este intermediară între zona de climă temperată și zona de climă polară.
Cantitatea medie de precipitații se situează între 500–1000 mm pe an. Temperaturile medii anuale sunt de 0–5 °C.